# Chaetocnema malaisei
Chaetocnema malaisei (лат.) — вид жуков-листоедов рода Chaetocnema трибы земляные блошки из подсемейства козявок (Galerucinae, Chrysomelidae). Вид был назван в честь шведского энтомолога Рене Малеза (1892—1978), собравшего типовую серию в Бирме.

## Распространение
Встречаются в Юго-восточной Азии (Мьянма).

## Описание
Длина 1,80—2,00 мм, ширина 1,10—1,15 мм. От близких видов (Chaetocnema cheni) отличается комбинацией следующих признаков: первый членик передних лапок самцов значительно крупнее второго, ноги и усики более тёмные, передне-боковые углы пронотума округлые, формой эдеагуса и переднеспинки (прямые боковые края, соотношение ширины к длине 2,40—2,50). Переднеспинка и надкрылья чёрные без металлического блеска. Фронтолатеральная борозда присутствует. Антенномеры усиков желтовато-коричневые или чёрные (А1-11), ноги желтовато-коричневые. Голова гипогнатная (ротовые органы направлены вниз). Надкрылья покрыты несколькими рядами (6—8) многочисленных мелких точек — пунктур. Бока надкрылий выпуклые. Второй и третий вентриты слиты. Средние и задние голени с выемкой на наружной стороне перед вершиной. Переднеспинка без базальной бороздки, но с двумя продольными вдавлениями. Кормовое растение Картофель (Solanum tuberosum, Solanaceae). Вид был впервые описан в 1939 году британским энтомологом Gilbert Ernest Bryant (1878–1965) по материалам из Мьянмы, а его валидный статус был подтверждён в ходе ревизии ориентальной фауны рода Chaetocnema, которую провели в 2019 году энтомологи Александр Константинов (Systematic Entomology Laboratory, USDA, c/o Smithsonian Institution, National Museum of Natural History, Вашингтон, США) и его коллеги из Китая (Ruan Y., Yang X., Zhang M.) и Индии (Prathapan K. D.).